# 역협공
역협공은 협공당한 돌을 움직이지 않고 상대의 돌을 도리어 협공하는 것이다.